# 통신사로
통신사로(Tongsinsa-ro)는 경상남도 양산시 동면 개곡리 개곡 교차로와 용당동 용당터널을 잇는 경상남도의 도로이다. 도로명은 조선통신사에서 유래했다.

## 주요 경유지
경상남도
- 양산시 (동면 · 덕계동)

부산광역시
- 기장군 (정관읍)

경상남도
- 양산시 (서창동 · 삼호동 · 용당동)

## 노선
전 구간 국도 제7호선에 속하기 때문에 이에 대한 노선 표기는 생략한다.
| 이름                     | 접속 노선       | 소재지                         | 소재지                            | 비고                          |
| 웅상대로와 직결          | 웅상대로와 직결 | 웅상대로와 직결                | 웅상대로와 직결                   | 웅상대로와 직결               |
| ------------------------ | --------------- | ------------------------------ | --------------------------------- | ----------------------------- |
| 개곡 교차로              | 웅상대로        | 양산시                         | 동면                              |                               |
| 개곡교                   |                 | 양산시                         | 동면                              |                               |
|                          | 기장군          | 정관읍                         |                                   |                               |
| 신임곡2교 신임곡교       | 기장군          | 정관읍                         |                                   |                               |
| 임곡 교차로 (두명고가교) | 기장군          | 정관읍                         | 국가지원지방도 제60호선 (정관로)  |                               |
| 신두명1교 신두명2교      | 기장군          | 정관읍                         |                                   |                               |
| 두명1터널                | 기장군          | 정관읍                         |                                   | 상행 연장 750m 하행 연장 729m |
| 두명1터널                | 기장군          | 정관읍                         |                                   | 상행 연장 750m 하행 연장 729m |
| 두명1터널                | 양산시          | 덕계동                         |                                   | 상행 연장 750m 하행 연장 729m |
| 외산교                   | 양산시          | 덕계동                         |                                   |                               |
| 외산 교차로 (외산육교)   | 양산시          | 덕계동                         | 덕명로 신덕계3길                  |                               |
| 덕계터널                 | 양산시          | 덕계동                         |                                   | 상행 연장 718m 하행 연장 665m |
| 덕계터널                 | 양산시          | 서창동                         |                                   | 상행 연장 718m 하행 연장 665m |
| 명동 교차로 (명동육교)   | 양산시          | 대운1길                        |                                   |                               |
| 명동교                   | 양산시          |                                |                                   |                               |
| 서창터널                 | 양산시          |                                | 상행 연장 1,215m 하행 연장 1,163m |                               |
| 서창터널                 | 양산시          |                                | 상행 연장 1,215m 하행 연장 1,163m |                               |
| 삼호교 서창교            | 양산시          |                                |                                   |                               |
| (졸음쉼터)               | 양산시          |                                | 고성 방향                         |                               |
| 편들교 탑곡2교           | 양산시          |                                |                                   |                               |
| 용당 교차로 (용당2교)    | 양산시          | 지방도 제1028호선 (용당내광로) |                                   |                               |
| 용당터널                 | 양산시          |                                | 연장 1,010m                       |                               |
| 이예로와 직결            |                 |                                |                                   |                               |